# 马来环蛇
马来环蛇（学名：Bungarus suzhenae）一种分布于东南亚地区的陆生剧毒蛇，隶属于眼镜蛇科环蛇属。
2018年，有学者根据分子系统学分析认为中国境内分布的银环蛇（Bungarus multicinctus）与马来环蛇为同种异名动物。2021年又有学者认为中国境内的马来环蛇在遗传、形态以及分布上与云南环蛇（Bungarus wanghaotingi）一致，而与马来西亚的马来环蛇存在形态上的明显差异，且与后者有明显的遗传分化，应将中国原“马来环蛇”的记录修订为云南环蛇。

## 保护
本种于2023年被收录入《有重要生态、科学、社会价值的陆生野生动物名录》。